# Aleuroctonus latiscapus
Aleuroctonus latiscapus är en stekelart som beskrevs av Christer Hansson och Lasalle 2003. Aleuroctonus latiscapus ingår i släktet Aleuroctonus och familjen finglanssteklar. Inga underarter finns listade i Catalogue of Life.